# Sascha Gritsch
Sascha Gritsch (n. 19 septembrie 1984, Silandro, Trentino-Tirolul de Sud, Italia) este un fost schior italian, care a concurat la competițiile de schi alpin din partea Republicii Moldova.

## Cariera sportivă
Sascha Gritsch provine din Tirolul de Sud și, împreună cu elvețienii Urs Imboden și Christophe Roux, a format "Legionärs-Alpinteam" (Legiunea Alpină) a Republicii Moldova. În anul 2006 celor trei sportivi li s-a acordat cetățenia Republicii Moldova  pentru a primi dreptul să reprezinte această țară la competițiile internaționale de schi alpin. 
Sascha Gritsch a concurat ca reprezentant al Moldovei la Campionatul Mondial de Schi Alpin de la Åre (2007), terminând pe locul 45 în proba de slalom uriaș. Cariera sa a luat sfârșit în urma unei accidentări grave. 